# Polystomophora ostiaplurima
Polystomophora ostiaplurima är en insektsart som först beskrevs av Kiritchenko 1940.  Polystomophora ostiaplurima ingår i släktet Polystomophora och familjen ullsköldlöss. Inga underarter finns listade i Catalogue of Life.